# The Girl from Maxim's
Pour plus de détails, voir Fiche technique et Distribution.
The Girl from Maxim's est un film britannique réalisé par Alexander Korda, sorti en 1933.

## Synopsis
Une danseuse de chez Maxim's, à la suite de diverses péripéties, se fait passer pour l'épouse d'un austère docteur.

## Fiche technique
- Titre original : The Girl from Maxim's
- Réalisation : Alexander Korda
- Scénario : Lajos Biró, d'après la pièce éponyme de Georges Feydeau
- Direction artistique : Vincent Korda
- Costumes : Jean Oberlé
- Photographie : Georges Périnal
- Montage : Harold Young
- Production : Ludovico Toeplitz, Alexander Korda
- Société de production : London Film Productions
- Société de distribution : J. H. Hoffberg
- Pays de production :  Royaume-Uni
- Langue originale : anglais
- Format : noir et blanc — 35 mm — 1,37:1 — son mono
- Genre : comédie
- Durée : 79 minutes (il existe une version abrégée d'une durée de 53 minutes)
- Dates de sortie :
  - Royaume-Uni : 18 août 1933

## Distribution
- Frances Day : La Môme Crevette
- Lady Tree : Madame Petypon
- Leslie Henson : Petypon
- George Grossmith : Le général
- Desmond Jeans : Étienne
- Evan Thomas : Corignon
- Sterling Holloway : Mongicourt
- Gertrude Musgrove : Clémentine

## Chanson du film
- « The Morning After the Night Before », paroles d'Ed Moran, musique de J. Fred Helf

## À noter
- Alexander Korda a réalisé en même temps une version française : La Dame de chez Maxim's